# Chrysoclystis
Chrysoclystis är ett släkte av fjärilar. Chrysoclystis ingår i familjen mätare.
Kladogram enligt Catalogue of Life:
| Chrysoclystis | \| \| Chrysoclystis morbosa \| \| \| \| \| \| Chrysoclystis perornata \| \| \| \| |
|               | \| \| Chrysoclystis morbosa \| \| \| \| \| \| Chrysoclystis perornata \| \| \| \| |
|               | Chrysoclystis morbosa                                                             |
|               |                                                                                   |
|               | Chrysoclystis perornata                                                           |
|               |                                                                                   |